# Estudiantes La Plata
Club Estudiantes de La Plata (wym. [kluβ estuˈðjantes ðe la ˈplata]) – argentyński klub sportowy (znany głównie z sekcji piłki nożnej) z siedzibą w mieście La Plata, stolicy prowincji Buenos Aires. Występuje w rozgrywkach Primera División. Domowe mecze rozgrywa na obiekcie Estadio Jorge Luis Hirschi.

## Osiągnięcia
- Mistrz Argentyny (6): 1913 (FAF), 1967 Metropolitano, 1982 Metropolitano, 1983 Nacional, 2006/07 Apertura, 2010/11 Apertura
- Wicemistrz Argentyny (6): 1914 (FAF), 1919 (AAF), 1930, 1967 Nacional, 1968 Metropolitano, 1975 Nacional[1]
- Copa Libertadores (4): 1968, 1969, 1970, 2009
- Puchar Interkontynentalny: 1968
- 2. miejsce Klubowego Pucharu Świata: 2009

## Historia

### Czasy futbolu amatorskiego
Estudiantes założony został 4 sierpnia 1905 r. przez grupę studentów z La Plata po tym, jak nie dostali się do miejscowego klubu Gimnasia y Esgrima (przy czym Gimnasia bardziej preferowała sporty halowe niż piłkę nożną).

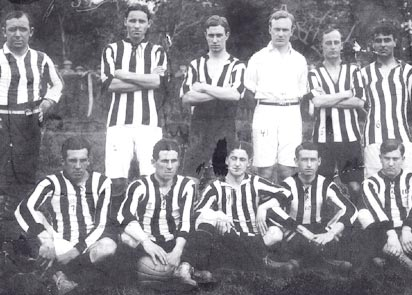
Estudiantes La Plata z 1912 roku

Na swoim stadionie zawodnicy klubu zagrali po raz pierwszy 25 grudnia 1907 r. Do pierwszej ligi pierwszy raz klub awansował w roku 1911. Debiutujący w sezonie 1912 Estudiantes wraz z klubami Gimnasia y Esgrima (ale z Buenos Aires) i Porteño stał się przyczyną podziału w futbolu argentyńskim. Kluby te po 8 kolejkach wycofały się z federacji Asociación Argentina de Football i założyły w czerwcu własną federację Federación Argentina de Football która jeszcze w tym samym sezonie zorganizowała mistrzostwa Argentyny (do konkurencyjnej ligi dołączyło jeszcze 5 innych klubów). W swoim pierwszym, „buntowniczym sezonie”, Estudiantes w mistrzostwach Argentyny w ramach nowej federacji FAF zajął trzecie miejsce. W następnym sezonie, czyli w roku 1913, Estudiantes zdobył swój pierwszy tytuł mistrza Argentyny. W 1914 roku było wicemistrzostwo Argentyny, a w kolejnym sezonie już po połączeniu się obu konkurencyjnych lig – 6. miejsce w lidze. W roku 1924 Estudiantes przeszedł do ligi organizowanej przez konkurencyjną federację Asociación Amateurs de Football, jednak nie przyniosło to spodziewanych sukcesów. Gdy w roku 1927 obie ligi połączyły się, w ogromnej, bo liczącej 34 kluby lidze, Estudiantes zajął 11. miejsce.

### Wprowadzenie ligi zawodowej

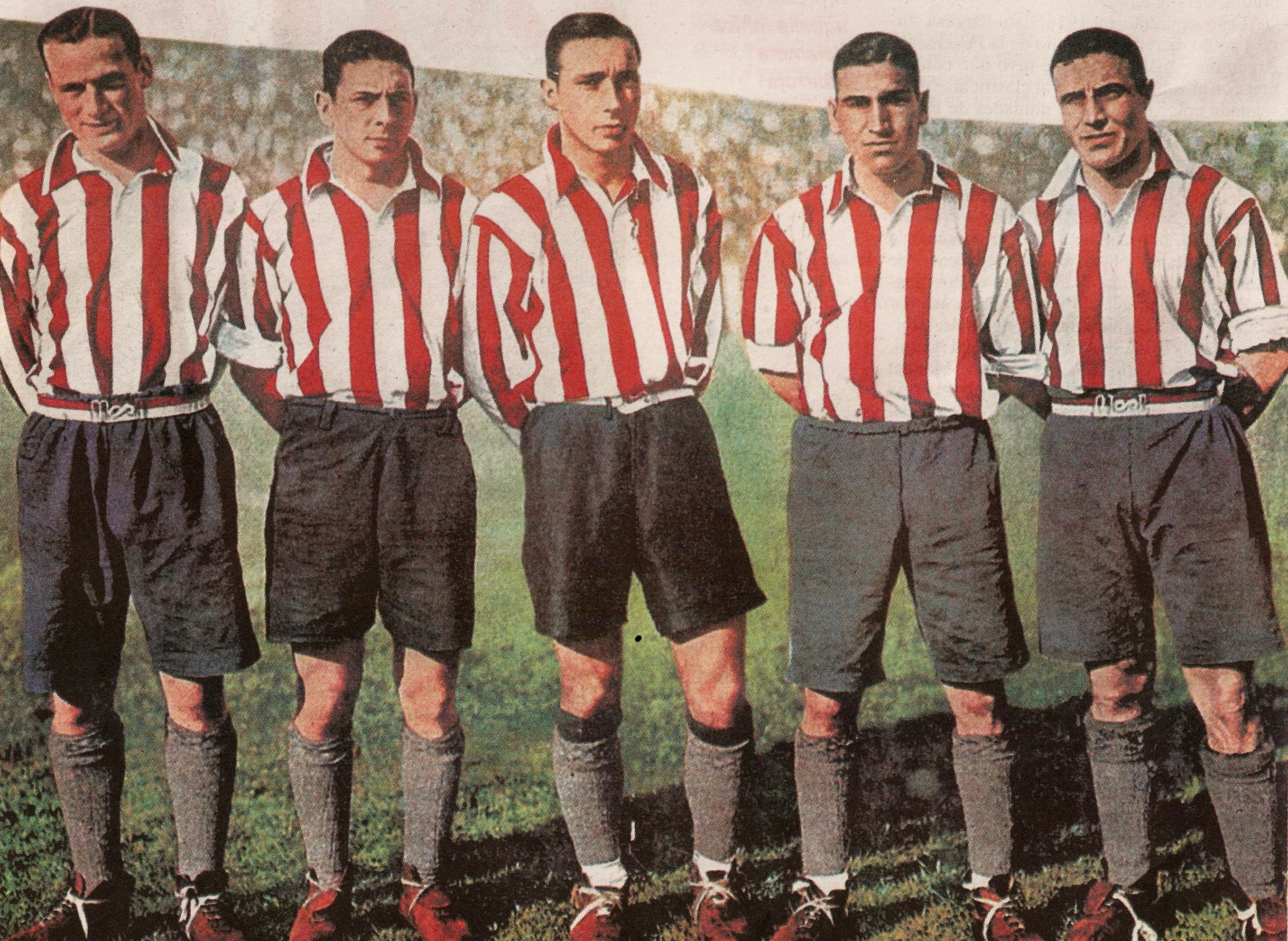
Los Profesores: Miguel Angel Lauri, Alejandro Scopelli, Alberto Zozaya, Manuel Ferreira oraz Enrique Guaita.

Najsilniejsze kluby argentyńskie (a wśród nich Estudiantes) 17 maja 1931 roku wystąpiły z ligi organizowanej przez Asociación Amateurs Argentina de Football i założyły federację Liga Argentina de Football, która zorganizowała pierwszą w historii Argentyny piłkarską ligę zawodową. Pierwszy w historii klubu sezon w zawodowych mistrzostwach Argentyny był dla Estudiantes niezwykle udany. Klub z linią ataku Lauri-Scopelli-Zozaya-Ferreyra-Guayta zwaną Los Profesores zajął wysokie trzecie miejsce, demonstrując bardzo ofensywny futbol i strzelając w 34 meczach aż 103 bramki (zdecydowanie najwięcej w lidze – drugi w tej klasyfikacji Boca Juniors, który został pierwszym zawodowym mistrzem Argentyny zdobył 85 bramek). Dwa najwyższe miejsca w tabeli strzelców ligi zajęli napastnicy Estudiantes – Alberto Zozaya (33 bramki – w tym historyczna pierwsza bramka w dziejach argentyńskiej ligi zawodowej) i Alejandro Scopelli (31 bramek).

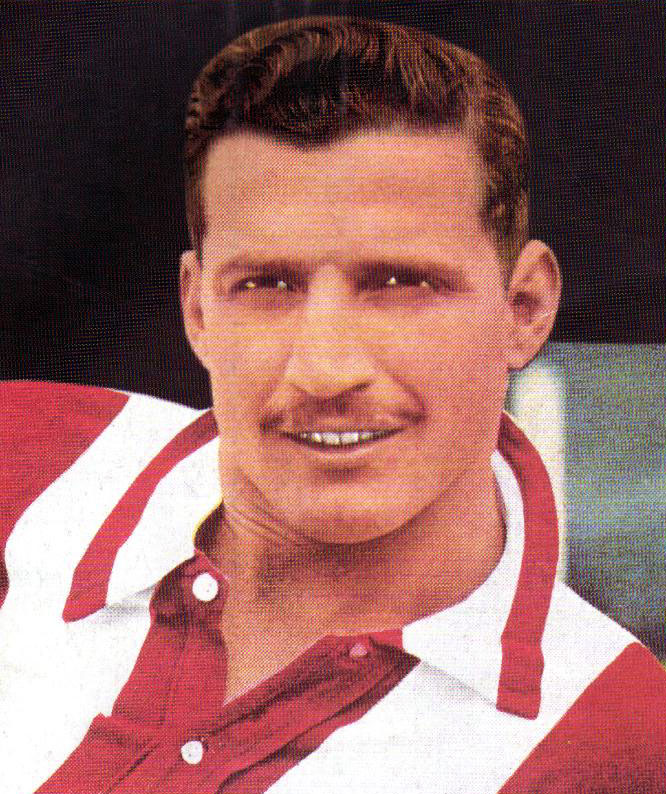
Ricardo Infante, drugi najlepszy w dziejach strzelec klubu.

W roku 1937 Estudiantes stał się pierwszym klubem, który zainstalował na swoim stadionie sztuczne światło. W lidze niewiele to pomogło, gdyż klub znów uplasował się w okolicach środka tabeli (10. miejsce), a kolejne trzecie miejsce w lidze klub zajął dopiero w 1944 roku, a potem w 1948 roku. Główną postacią i najlepszym strzelcem klubowego ataku lat 40. był Ricardo Infante. Lata 50., choć w klubie grali tacy piłkarze jak Ogando, Garcerón, Bouché, Urriolabeitia, Infante, Antonio oraz najlepszy w historii klubu strzelec Manuel Pellegrina (221 goli), były dla Estudiantes mizerne – 12. miejsce w 1952 roku, a w następnym sezonie w 1953 roku Estudiantes zajął ostatnie 16. miejsce i pierwszy raz w swojej historii spadł z pierwszej ligi. Banicja trwała tylko rok. Jednak zespół wciąż plasował się bliżej końca niż początku tabeli.

### Złota era
Sytuacja klubu zmieniła się w latach 60., gdy w ataku Estudiantes pojawili się tacy gracze jak Eduardo Flores, Juan Ramón Verón czy Marcos Conigliario. Na początku tej dekady Miguel Ignomiriello trenował młodzieżową drużynę Estudiantes (zawodnicy poniżej 19 lat), którą zwano La Tercera que Mata (czyli młodociani zabójcy). Wielu piłkarzy pochodzących z tej szkółki przyczyniło się wkrótce do wielkich osiągnięć klubu. W roku 1965 klub zajął 6. miejsce, a w 1966 7. miejsce. Ale w 1967 Estudiantes został mistrzem Argentyny w turnieju Metropolitano, będąc pierwszym klubem spoza wielkiej piątki (Boca Juniors, River Plate, Racing, Independiente i San Lorenzo de Almagro), który zdobył zawodowe mistrzostwo Argentyny. W tym samym sezonie Argentyna miała dwóch mistrzów, gdyż po raz pierwszy w historii rozegrano mistrzostwa Argentyny Nacional. Tutaj Estudiantes również spisał się znakomicie i sięgnął po tytuł wicemistrza Argentyny, który jednocześnie dawał prawo reprezentowania kraju w Copa Libertadores (czego nie dawało nawet mistrzostwo w turnieju Metropolitano). W mistrzostwach Nacional Estudiantes w pełni zademonstrował swą słynną później na cały świat betonową defensywę kierowaną przez Carlosa Bilardo, gdy jako jedyny zespół stracił w rozgrywkach mniej niż 10 bramek.
Rok 1968 okazał się wyjątkowy ze względu na występy na arenie międzynarodowej. W Copa Libertadores Estudiantes (jako wicemistrz Nacional) wspólnie z mistrzem CA Independiente trafili na kluby z Kolumbii (Millonarios FC i Deportivo Cali). Debiut wypadł znakomicie i 27 stycznia na boisku przeciwnika wicemistrz Argentyny pewnie pokonał mistrza 4:2. Estudiantes wygrał grupę tracąc zaledwie 1 punkt (remis 0:0 na własnym boisku z Millonarios). W ćwierćfinale przeciwnikiem obok Independiente był peruwiański klub Universitario Lima. Po niespodziewanej porażce 0:1 w Limie wszystkie pozostałe mecze Estudiantes wygrał pewnie, choć niewysoko, awansując do półfinału. Tutaj trafił na Racing – obrońcę tytułu i zdobywcę Pucharu Interkontynentalnego. W pierwszym meczu na własnym stadionie Estudiantes wygrał wysoko 3:0, w rewanżu natomiast wygrał Racing, ale 2:0. Według obowiązującego regulaminu nie liczyły się bramki, lecz punkty – a pod tym względem był remis. Konieczne było więc rozegranie dodatkowego meczu, który mimo dogrywki zakończył się remisem 1:1. Dopiero teraz większa liczba zdobytych bramek dała klubowi Estudiantes awans do finału. W finale przyszło zmierzyć się z brazylijskim SE Palmeiras. W pierwszym meczu 2 maja na Estadio La Plata Brazylijczycy po bramce Servillo prowadzili do 83 minuty, kiedy to wyrównał Verón. Cztery minuty później Flores strzelił zwycięską bramkę. Pięć dni później, 7 maja, rozegrano rewanż w São Paulo na Estádio do Pacaembú. Brazylijczycy rozegrali wspaniałe spotkanie i po dwóch bramkach Tupazinho i jednej Reinaldo prowadzili 3:0. Honorowego gola w 72 minucie zdobył Verón. Wobec równej liczby punktów konieczny był teraz trzeci mecz, przy czym drużynie z Brazylii ze względu na lepszy bilans bramkowy wystarczał remis. Estudiantes musiał ten mecz wygrać. Na słynnym Estadio Centenario w Montevideo, w dniu 16 maja Estudiantes nie pozostawił widzom cienia wątpliwości, która drużyna jest lepsza. Kierowana przez Carlosa Bilardo znakomita defensywa drużyny argentyńskiej nie pozwoliła piłkarzom Palmeiras na żadną groźną akcję. Dwa trafienia Ribaudo i Veróna dały bardzo przekonujące zwycięstwo 2:0 i największy sukces w historii klubu. Oto skład, który wprowadził Estudiantes do elity światowego futbolu: Poletti – Aguirre Suárez, Madero, Malbernat, Pachamé, Medina, Bilardo, Flores, Ribaudo, Conigliaro, Verón.

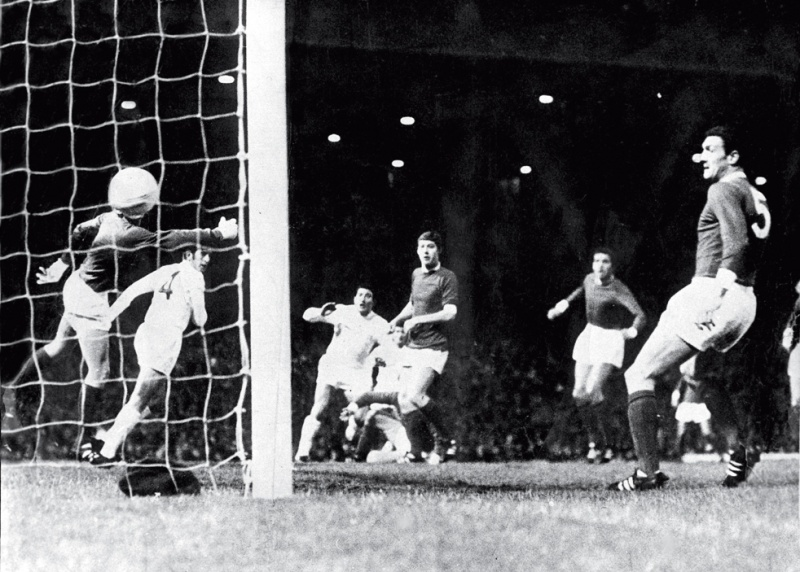
Juan Ramón Verón głową rozstrzygnął losy Pucharu Świata na korzyść klubu Estudiantes.

Ponad dwa miesiące później (4 sierpnia) w finałowym meczu mistrzostw Argentyny Metropolitano w sezonie roku 1968 Estudiantes przegrał po dogrywce 1:2 z San Lorenzo de Almagro i musiał się zadowolić tytułem wicemistrza kraju. Następne tegoroczne krajowe mistrzostwa w formule Nacional miały rozpocząć się we wrześniu. Ponad miesiąc później, 25 września na stadionie La Bombonera Estudiantes w walce o miano najlepszej klubowej jedenastki świata zmierzył się ze zdobywcą PEMK Manchester United z takimi sławami jak Bobby Charlton, Denis Law czy George Best. Znakomicie zorganizowana gra defensywna drużyny argentyńskiej sprawiła, że wystarczyło jedno trafienie Conigliario w 27 minucie by wygrać 1:0.

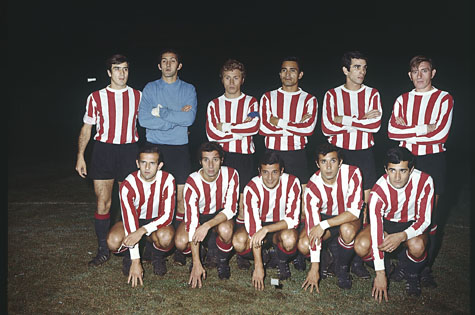
Drużyna klubu Estudiantes – zdobywcy Pucharu Świata z 1968.

Rewanż na Old Trafford rozegrany został 16 października. I tym razem znakomita drużyna angielska była bezradna wobec wzorowo grających podopiecznych trenera Osvaldo Juana Zubeldíi. Po zdobyciu bramki przez Veróna już w 7 minucie meczu zespół argentyński w sposób niezbyt widowiskowy, ale za to niezwykle skuteczny paraliżował akcje ofensywne „czerwonych diabłów”, wywołując wśród piłkarzy brytyjskich poczucie frustracji (sędzia w 88 minucie zmuszony był wyrzucić z boiska idola kibiców angielskiego zespołu George’a Besta). W ostatniej minucie meczu Morgan wyrównał, co nie zmieniało faktu, że najlepszą jedenastką klubową świata w 1968 roku został Estudiantes La Plata. Zmęczony i syty sukcesów zespół „odpuścił sobie” mistrzostwa Nacional w których ostatecznie uplasował się na dalekiej 14 pozycji. Udział w Copa Libertadores jako obrońca tego trofeum Estudiantes i tak miał już zapewniony. Wieńcząc znakomity sezon w lutym 1969 roku klub zdobył Copa Interamericana.

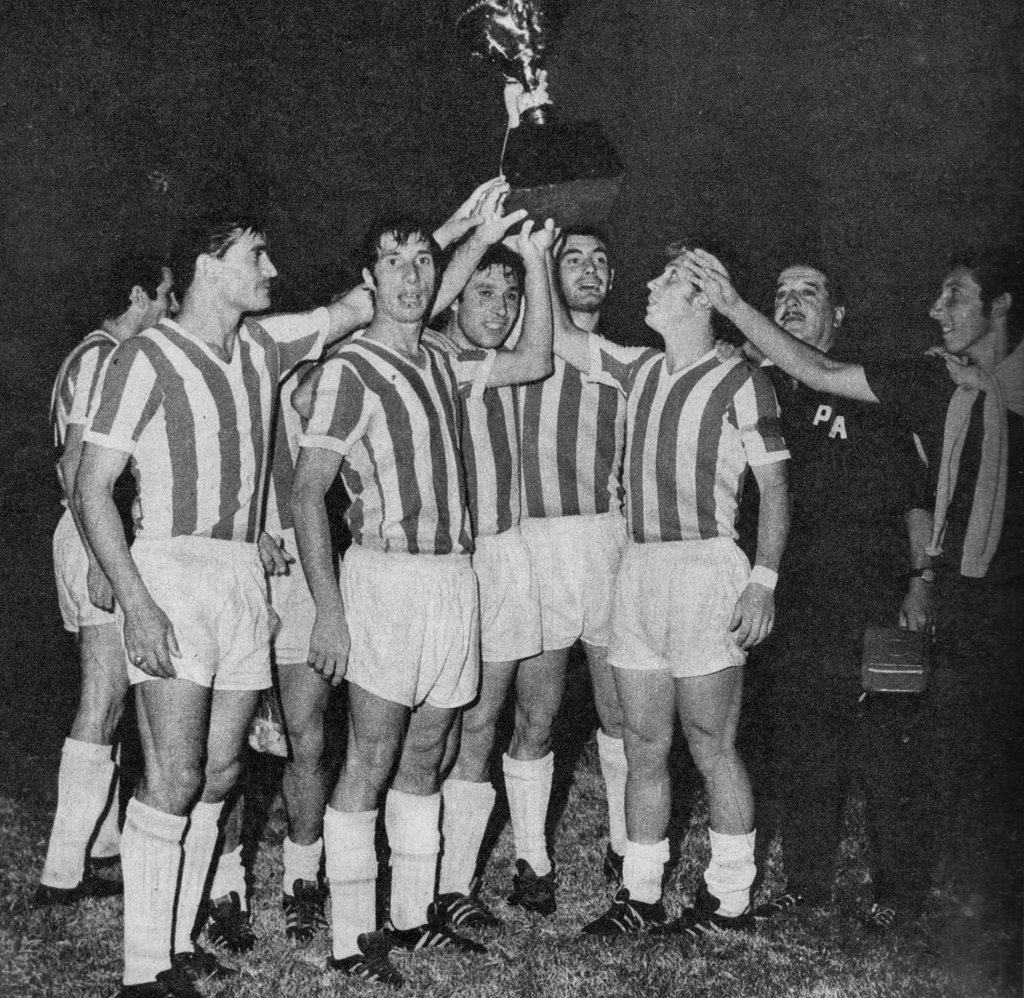
Świętowanie zdobycia Copa Libertadores w roku 1969, magazyn El Gráfico

W następnej edycji Copa Libertadores Estudiantes z urzędu awansował do półfinału, gdzie gładko rozprawił się z chilijskim CD Universidad Católica wygrywając oba mecze po 3:1. W finale czekał przeciwnik znacznie trudniejszy – bardzo wysoko ceniony urugwajski klub Club Nacional de Football z takimi graczami jak Ancheta, Espárrago czy Cubilla. Na Estadio Centenario po bramce Floresa w 66 minucie Estudiantes wygrał 1:0. W La Plata po bramkach Floresa i Conigliaro Estudiantes już w pierwszej połowie prowadził 2:0. W drugiej połowie mając tak dobrą defensywę Argentyńczycy nie pozwolili wbić sobie bramki i pewnie po raz drugi zdobyli Copa Libertadores. W mistrzostwach Argentyny sezonu 1969 zespół spisał się już słabiej. W Metropolitano miejsce 5-6, a w Nacional aż 10. Również w Pucharze Interkontynentalnym 8 września Estudiantes przegrał z AC Milan Mediolan na San Siro aż 0:3. Zwycięstwo u siebie 2:1 nie wystarczyło i tym razem nie udało się obronić tytułu najlepszej jedenastki klubowej globu.

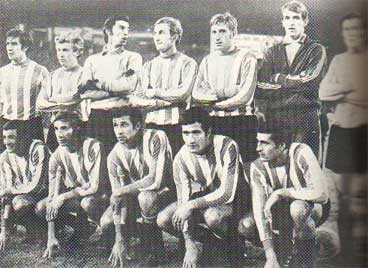
Trzykrotny zdobywca Copa Libertadores w 1970 roku; stoją (od lewej): Carlos Pachamé, Oscar Malbernat, Néstor Errea, Rubén Pagnanini, Néstor Togneri, Oscar Pezzano i Jorge Raúl Solari; klęczą (od lewej): Marcos Conigliaro, Carlos Bilardo, Eduardo Flores, Juan Ramón Verón i Hugo Spadaro.

Jako obrońca tytułu także w 1970 roku Estudiantes awansował do półfinału Copa Libertadores bez gry. W półfinale faworytem był znakomicie grający w mistrzostwach Metropolitano River Plate. Jednak piłkarze z La Platy, którzy w lidze grali bez wyrazu, w meczu o najwyższą stawkę potrafili wznieść się na wyżyny i dwukrotnie pokonali River – najpierw 1:0 na wyjeździe i 3:1 u siebie. W finale rywalem był kolejny znakomity zespół z Urugwaju – Peñarol Montevideo. W La Plata bramka Togneriego w 87 minucie dała nikłe zwycięstwo. W rewanżu na Estadio Centenario Estudiantes nie dał sobie strzelić gola i po bezbramkowym, zwycięskim remisie trzeci raz z rzędu sięgnął po najwyższe w Ameryce Południowej trofeum klubowe. Po drugiej stronie Atlantyku podobnego wyczynu miał wkrótce dokonać AFC Ajax.
W mistrzostwach Metropolitano sezonu 1970 trzykrotni triumfatorzy Copa Libertadores zajęli bardzo odległe 16. miejsce. Natomiast w Pucharze Interkontynentalnym przyszło zmierzyć się z Feyenoordem. W La Plata 26 sierpnia na bramki Willema van Hanegema i Ove Kindvalla Estudiantes odpowiedział trafieniami Echecopara i Veróna. W Rotterdamie Joop van Daele zdobył jedyną bramkę meczu i Argentyńczycy drugi raz z rzędu przegrali walkę o miano najlepszej drużyny świata. Odległe 9-10. miejsce w mistrzostwach Argentyny Nacional zapowiadało koniec wyjątkowego okresu.
W 1971 roku jako obrońcy tytułu piłkarze Estudiantes znów bez gry awansowali do półfinału. Tym razem na tym etapie grało 6 klubów podzielonych na dwie grupy, których zwycięzcy mieli spotkać się w finale. Rywale nie byli wysoko notowani – ani ekwadorska Barcelona SC, ani chilijski Unión Española nie zaliczali się do południowoamerykańskich potęg. Toteż Estudiantes zajął pierwsze miejsce w grupie i to mimo sensacyjnej porażki 0:1 na własnym boisku z Barceloną. W czwartym z rzędu finale trzeci raz z rzędu przyszło stawić czoła klubowi z Urugwaju. U siebie Estudiantes pokonał Nacional 1:0, w Montevideo przegrał w identycznym stosunku. Konieczne było trzecie spotkanie, w którym Urugwajczycy nie dali piłkarzom z Argentyny żadnych szans. Na Estadio Nacional w Limie Nacional po bramkach Victora Esparrago i Luisa Artime wygrał pewnie 2:0. Przegrany finał i mizerna postawa w mistrzostwach Argentyny Nacional sprawiły, że w 1972 roku Estudiantes nie wystąpił w Copa Libertadores. Był to więc definitywny koniec złotego okresu w historii klubu.

### Wzloty i upadki
Miarą upadku klubu był sezon w 1972 roku, kiedy to Estudiantes był o krok od spadku do drugiej ligi. Po słabym okresie sezon w 1975 roku wydawał się zapowiadać powrót klubu do poprzedniego poziomu. Piąte miejsce w mistrzostwach Metropolitano oraz dające prawo gry w Copa Libertadores wicemistrzostwo Argentyny Nacional dały drużynie szansę na kolejne międzynarodowe sukcesy. Jednak w Copa Libertadores 1976 Estudiantes nie zdołał wygrać grupy i awansować do półfinału, a jedynym sukcesem było trzecie miejsce w krajowych mistrzostwach Metropolitano. Słabsza postawa w Nacional nie pozwoliła wrócić na arenę międzynarodową. Po sześciu chudych latach w sezonie 1982 prowadzony przez swego byłego gracza Carlosa Bilardo Estudiantes pierwszy raz od 15 lat został mistrzem Argentyny (w Metropolitano), dzięki czemu kolejny raz zakwalifikował się do Copa Libertadores. W Copa Libertadores 1983 klub z trudem wygrał grupę kwalifikując się do półfinału. Tutaj obok kolumbijskiego klubu América Cali przyszło zmierzyć się z brazylijskim klubem Grêmio Porto Alegre. Na wyjeździe Estudiantes przegrał z brazylijską drużyną 1:2. Z Kolumbijczykami zarówno Grêmio, jak i Estudiantes wygrali u siebie i zremisowali w Kolumbii. W decydującym meczu 8 lipca na stadionie w La Plata Estudiantes musiał wygrać, by zachować szanse na awans do finału. Emocjonujący mecz zakończył się jednak remisem 3:3 i to Grêmio awansował do finału (który potem wygrał). Również w sezonie 1983 klub wywalczył mistrzostwo Argentyny (choć tym razem w Nacional). Turniej Copa Libertadores 1984 to był najsłabszy występ w historii klubu na arenie międzynarodowej – ostatnie miejsce w grupie i żadnego zwycięstwa. W tym czasie w lidze argentyńskiej w sezonie 1984 po słabym występie w mistrzostwach Nacional było dobre trzecie miejsce w Metropolitano. W roku 1985 w związku z reformą nie przeprowadzono mistrzostw Metropolitano, a jedynie mistrzostwa Nacional. W następnym sezonie 1985/86 nie grano już systemem jesień-wiosna, ale systemem wiosna-jesień. Ponadto zrezygnowano z podwójnych mistrzostw tworząc jednolitą ogólnoargentyńską ligę, do której mogły z biegiem czasu awansować także kluby prowincjonalne.
W pierwszym po reformie sezonie Estudiantes zajął odległe 16. miejsce, świadczące o głębokim kryzysie, jaki spotkał ten utytułowany klub. W roku 1988 zainaugurowano rozgrywki Supercopa Sudamericana, który miał być pucharem nr 2 po Copa Libertadores. Prawo gry w tym nowym turnieju mieli tylko byli triumfatorzy Copa Libertadores, a wśród nich Estudiantes. Debiutując w nowym pucharze 30 marca na stadionie w La Plata Estudiantes zremisował 1:1 z CR Flamengo Rio de Janeiro. Rewanż 5 kwietnia w Rio zakończył się dotkliwą porażką 0:3, oznaczającą odpadnięcie z turnieju. W Supercopa Sudamericana 1989 było ciut lepiej, bo po wyeliminowaniu CA Peñarol klub wyeliminowany został w ćwierćfinale przez brazylijski Grêmio Porto Alegre. Okazja do rewanżu nastąpiła już w pierwszej rundzie Supercopa Sudamericana 1990, kiedy to Estudiantes wyeliminował z turnieju Grêmio. W ćwierćfinale klub otrzymał wolny los i od razu awansował do półfinału, trafiając na Club Nacional de Football. Po dwóch bezbramkowych remisach karne lepiej wykonywał zespół z Urugwaju i to on znalazł się w finale. W Supercopa Sudamericana nigdy już nie udało się klubowi Estudiantes dotrzeć do półfinału. W sezonie 1990/91 ligę podzielono na dwa turnieje – Apertura i Clausura. Na koniec mistrzowie obu turniejów zmierzyli się o tytuł mistrza Argentyny. Estudiantes w obu turniejach znalazł się w pierwszej dziesiątce – pierwszy raz od dłuższego czasu. Począwszy od sezonu 1991/92 Argentyna ma dwóch mistrzów – turnieju Apertura i turnieju Clausura (w obu tych turniejach w sezonie 1991/92 Estudiantes zajął bardzo odległą 17 pozycję). Słaba postawa w ostatnich trzech latach sprawiła, że w sezonie 1993/94 Estudiantes zajął przedostatnie miejsce w tabeli spadkowej i po 40 latach nieprzerwanej gry w pierwszej lidze został zdegradowany do drugiej ligi. Ta druga w historii klubu pierwszoligowa banicja także trwała tylko rok. Świeżo po powrocie w sezonie 1995/96 Estudiantes zajął 9. miejsce w turnieju Apertura, a w turnieju Clausura wysokie 4. miejsce. W ataku klubu z La Platy coraz większe znaczenie zyskiwał sobie Martín Palermo. Na arenie międzynarodowej start w Copa CONMEBOL 1997 zakończył się już w pierwszej rundzie kompromitującą porażką z reprezentującym Wenezuelę klubem Deportivo Táchira.

### Trzecie tysiąclecie
Po blisko 10 latach błąkania się w okolicach środka tabeli wreszcie w sezonie 2004/05 kierowany przez Reinaldo Merlo Estudiantes grał na miarę oczekiwań zajmując dwukrotnie, zarówno w turnieju Apertura, jak i Clausura, 4. miejsce. W tabeli sumarycznej dało to miejsce drugie i prawo gry w Copa Libertadores oraz po raz pierwszy w Copa Sudamericana. Ponadto w obu turniejach mistrzowskich królem strzelców została nowa gwiazda klubu – Mariano Pavone. W Copa Sudamericana 2005 przygoda zakończyła się już w pierwszej rundzie, gdzie po wyjazdowej porażce 0:2 z Banfield Estudiantes wygrał u siebie tylko 2:1, co nie wystarczyło do awansu. Po 20 latach przerwy klub w 2006 roku znów pokazał się w Copa Libertadores. W grupie przeciwnikami byli: kolumbijski klub Independiente Santa Fe, peruwiański Club Sporting Cristal oraz boliwijski Club Bolívar. Nie byli to wielcy rywale, toteż Estudiantes z miejsca okrzyknięty został faworytem grupy. Jednak pierwszy mecz Bolívarem zakończył się wyjazdową porażką 0:1. Ale największy horror przeżyli kibice klubu na stadionie w Quilmes, kiedy to do przerwy Estudiantes przegrywał ze Sportingiem Cristal 0:3. Jednak w drugiej połowie potężna mobilizacja dała aż cztery bramki i zwycięstwo w pozornie już przegranym meczu. Porażka w Bogocie 1:3 postawiła awans pod znakiem zapytania. Dwa nikłe zwycięstwa i remis spowodowały, że Estudiantes „doczołgał się” do 1/8 finału. Dotychczasowa postawa sprawiła, że nikt nie spodziewał się wielkich sukcesów. W kolejnym etapie czekała trudniejsza przeszkoda – brazylijski klub Goiás EC. Pierwszy mecz rozegrany w Quilmes drużyna argentyńska wygrała w końcówce meczu, kiedy to Galván w 80 i Calderón w doliczonym czasie dali dobrą zaliczkę przed rewanżem. W Brazylii bilans obu spotkań został wyrównany już w 65 minucie. Gdy wydawało się, że dalsze gole strzelać będą już tylko Brazylijczycy, Calderón w 75 minucie zdobył bramkę na wagę awansu. Zdenerwowana drużyna Goiás nie zdołała dojść do siebie i zdobyła bramkę dopiero w czasie doliczonym. Przy równym bilansie dwumeczu Estudiantes awansował do ćwierćfinału dzięki bramce zdobytej na wyjeździe. W ćwierćfinale czekał kolejny klub z Brazylii, znacznie bardziej utytułowany São Paulo. Rozkręcający się w miarę trwania rozgrywek klub argentyński wygrał u siebie 1:0 dzięki bramce zdobytej w 86 minucie. W rewanżu wygrali Brazylijczycy w tym samym stosunku. Porażka w rzutach karnych 3:4 przerwała marzenia kibiców Estudiantes o powtórzeniu wielkich sukcesów z lat 60.

### Mistrz Argentyny
W lidze w sezonie 2005/06 klub grał przeciętnie i zarówno w turnieju Apertura, jak i Clausura plasował się w okolicach środka tabeli. Sezon 2006/07 przyniósł klubowi Estudiantes pierwsze od blisko ćwierćwiecza mistrzostwo Argentyny. W sezonie tym podczas serii 10 meczów bez porażki 15 października 2006 roku Estudiantes wygrał derbowy mecz z Gimnasią aż 7:0. Na koniec rozgrywek turnieju Apertura Estudiantes i Boca Juniors zgromadziły jednakową liczbę punktów. Zgodnie z regulaminem o tytule mistrza kraju miał rozstrzygnąć mecz barażowy. Rozegrany został 13 grudnia 2006 roku i zaczął się on dla Estudiantes bardzo niepomyślnie, gdyż już w 4 minucie dawny gracz klubu z La Platy Martín Palermo zdobył dla Boca prowadzenie. Jednak w drugiej połowie bramki strzelali już tylko piłkarze Estudiantes – José Sosa w 64 minucie i Mariano Pavone w 80 minucie. Estudiantes wygrał 2:1 i został mistrzem Argentyny turnieju Apertura sezonu 2006/2007 – pierwszy mistrzowski tytuł klubu w trzecim tysiącleciu.
Podczas turnieju Clausura nie udało się obronić mistrzowskiego tytułu, ale zajęte trzecie miejsce potwierdziło wysoką pozycję klubu Estudiantes w argentyńskiej piłce klubowej.
Turniej Copa Sudamericana 2007 był kompletnie nieudany, gdyż Estudiantes odpadł już po starciu z pierwszym rywalem – klubem CA Lanús. Po wyjazdowej porażce 0:2 w La Plata Estudiantes już w 22 minucie prowadził 2:0, wyrównując stan dwumeczu. Rywalizację rozstrzygnęła na korzyść klubu Lanús samobójcza bramka Sebastiána Domíngueza.
W turnieju Apertura w sezonie 2007/08 Estudiantes uplasował się na szóstym miejscu. Klubowi wiodło się także w turnieju Copa Libertadores 2008, gdzie wygrał grupę drugą, zostawiając w tyle takie kluby jak Lanús, ekwadorski Deportivo Cuenca oraz Danubio FC. W 1/8 finału przyszło zmierzyć się z innym ekwadorskim klubem – LDU Quito. Choć na wyjeździe Estudiantes przegrał 0:2, sprawa awansu była wciąż otwarta. W rewanżu drużyna ekwadorska uzyskała prowadzenie w pierwszej połowie, na które Estudiantes odpowiedział tylko dwoma bramkami po przerwie. Do ćwierćfinału awansował więc LDU – później ekwadorski klub okazał się wielką rewelacją turnieju i ostatecznym jego triumfatorem.

### Copa Sudamericana 2008
W lidze Estudiantes w turnieju Clausura zajął trzecie miejsce i potwierdził swą wysoką pozycję w krajowej stawce. W turnieju Copa Sudamericana 2008 w 1/16 finału Estudiantes zmierzył się z klubem CA Independiente. Na boisku Independiente Estudiantes przegrał 1:2, u siebie natomiast wygrał dokładnie w tym samym stosunku. Wobec równego bilansu dwumeczu konieczne było losowanie w postaci rozgrywki rzutów karnych, które Estudiantes wygrał 5:3. W walce o ćwierćfinał przeszkodą był obrońca tytułu – klub Arsenal Sarandí Buenos Aires. Tym razem pierwszy mecz rozegrany został w La Plata – Estudiantes wygrał tylko 2:1. W rewanżu sprawa awansu była otwarta do ostatniej minuty – ostatecznie mecz zakończył się bezbramkowym remisem i do kolejnego etapu awansował Estudiantes. Następnym przeciwnikiem był renomowany klub brazylijski Botafogo FR. U siebie Estudiantes wygrał pewnie 2:0. W rewanżu świetna gra w pierwszej połowie dała argentyńskiej drużynie prowadzenie 2:0. W drugiej połowie Botafogo odpowiedziało 2 bramkami, doprowadzając do remisu 2:2, który oznaczał, że do półfinału awansował klub z La Platy. W półfinale już trzeci raz w tym turnieju przyszło się zmierzyć z krajowym rywalem – tym razem był to Argentinos Juniors Buenos Aires. Na boisku Argentinos Juniors Estudiantes wywalczył remis. Nikłe zwycięstwo 1:0 na własnym stadionie dało awans do samego finału – był to pierwszy od dziesiątków lat finał wielkiego turnieju międzynarodowego, do którego dotarł Estudiantes. W finale rywalem był brazylijski klub SC Internacional – zwycięzca Copa Libertadores i Pucharu Świata sprzed dwóch lat. Pierwszy mecz, rozegrany na stadionie drużyny Estudiantes, skończył się niespodziewaną porażką 0:1. W rewanżu Agustín Alayés wyrównał stan dwumeczu, doprowadzając do dogrywki. W dogrywce bramkę na wagę ostatecznego zwycięstwa zdobył Internacional. W rewanżowym meczu prowadzony przez Leonardo Estradę Estudiantes wystąpił w następującym składzie: Mariano Andújar – Agustín Alayes, Leandro Desábato, Cristian Cellay, Rodrigo Brańa, Marcos Angeleri, Leandro Benítez, Juan Sebastián Verón (97 Iván Moreno y Fabianesi), Gastón Fernández (70 José Luis Calderón), Raúl Iberbia (63 Enzo Pérez), Mauro Bosell.

### Copa Libertadores 2009
W turnieju Apertura w sezonie 2008/09 Estudiantes, podobnie jak przed rokiem, był szósty. Turniej Copa Libertadores 2009 Estudiantes rozpoczął od gry w rundzie wstępnej, gdzie zaskakująco trudną przeszkodą okazał się peruwiański klub Club Sporting Cristal. Po przegranym 1:2 meczu w Limie, Estudiantes zdołał wygrać u siebie zaledwie 1:0 i awansował tylko dzięki bramce strzelonej na wyjeździe. Bramkę na wagę awansu na 13 minut przed końcem rewanżowego meczu zdobył Ramón Lentini.
W fazie grupowej Estudiantes trafił do 5 grupy, gdzie czekało trzech rywali – brazylijski klub Cruzeiro EC, ekwadorski klub Deportivo Quito i boliwijski klub Universitario Sucre. Na początek Estudiantes doznał wysokiej porażki 0:3 z Cruzeiro na wyjeździe. W następnych dwóch meczach nie było lepiej – nikłe 1:0 na własnym boisku ze słabym Universitario Sucre i wyjazdowa porażka 0:1 z Deportivo Quito. W serii meczów rewanżowych doszło do gwałtownej poprawy formy – Estudiantes dwukrotnie po 4:0 rozgromił Deportivo Quito i Cruzeiro, czym zapewnił sobie awans do 1/8 finału. Bezbramkowy mecz w Sucre z miejscowym Universitario miał już charakter jedynie towarzyski.
W 1/8 finału Estudinates zdecydowanie odprawił paragwajski klub Club Libertad wygrywając u siebie 3:0 i remisując bezbramkowo na wyjeździe. W ćwierćfinale rywalem był urugwajski klub Defensor Sporting, który wsławił się wyeliminowaniem głównego faworyta turnieju – klubu Boca Juniors. Pierwszy mecz na wyjeździe Estudiantes wygrał 1:0 dzięki szybko strzelonej bramce Leandro Desábato. W rewanżu Estudiantes ponownie wygrał 1:0 i awansował do półfinału.
W półfinale czekała kolejna urugwajska przeszkoda – bardzo utytułowany klub Club Nacional de Football. Także i tym razem Estudiantes odniósł dwa jednobramkowe zwycięstwa – najpierw 1:0 u siebie, a następnie 2:1 na Estadio Centenario w Montevideo.
W finale rywalem okazał się klub, z którym Estudiantes walczył już w fazie grupowej – brazylijski Cruzeiro. Pierwszy mecz, rozegrany w La Plata, zakończył się bezbramkowym remisem. W tej sytuacji faworytem była drużyna Cruzeiro, która w fazie grupowej rozgromiła w Belo Horizonte drużynę Estudiantes. Tym razem jednak było inaczej – gdy Cruzeiro zdobyło prowadzenie, większość obserwatorów była przekonana, że pojedynek został rozstrzygnięty. Przypuszczano, że Estudiantes rzuci się do odrabiania strat i nadzieje się na kontry brazylijskiego zespołu, co zwiększyłoby rozmiary porażki. Ku powszechnemu zaskoczeniu to Cruzeiro ruszyło do ataku, chcąc szybko powiększyć przewagę bramkową, zanim Argentyńczycy dojdą do równowagi po straconym golu. Okazało się to fatalne w skutkach, gdyż już 5 minut po zdobyciu przez Cruzeiro prowadzenia z inicjatywy Veróna przeprowadzona została akcja, zakończona wyrównującym golem zdobytym przez Gastóna Fernándeza. Gdy w 72 minucie Mauro Boselli zdobył głową prowadzenie dla Estudiantes, piłkarze Cruzeiro przez dłuższy okres sprawiali wrażenie zrezygnowanych. Pod koniec rzucili się do ataku, by wyrównać, jednak zabrakło im czasu. Estudiantes po raz czwarty w swych dziejach zdobył Puchar Wyzwolicieli – najważniejszy klubowy puchar Ameryki Południowej. W zwycięskim meczu trener Alejandro Sabella wystawił następujący skład: Mariano Andujar – Christian Cellay, Ronaldo Schiavi, Leandro Desábato, Germán Ré – Enzo Pérez, Rodrigo Braña (87 Matías Sánchez), Juan Sebastián Verón, Leandro Benítez (80 Juan Manuel Díaz) – Gastón Fernández (90 José Luis Calderón), Mauro Boselli.
Jako zdobywca Copa Libertadores Estudiantes wziął udział w Pucharze Świata, który rozegrano w grudniu w Zjednoczonych Emiratach Arabskich. Drużyna argentyńska awansowała do półfinału bez gry – był to specjalny przywilej dla reprezentantów najsilniejszych piłkarsko konfederacji, którego dostąpił także reprezentujący Europę hiszpański klub FC Barcelona. Półfinałowym rywalem był koreański klub Pohang Steelers. Nie był to przeciwnik zbyt wymagający, toteż nawet niebędący w najwyższej formie Estudiantes wygrał pewnie 2:1. W finale, choć drużyna Barcelony była stroną przeważającą, to Estudiantes po bramce Bosellego uzyskał prowadzenie w pierwszej połowie. Dobrze zorganizowana obrona południowoamerykańskiej drużyny okazała się zaskakująco trudną przeszkodą dla piłkarzy Barcelony, toteż niewiele brakowało, by Estudiantes „dowiózł” jednobramkowe prowadzenie do końca meczu. Tak się jednak nie stało, gdyż na minutę przed końcem wyrównującego gola zdobył Pedro. W dogrywce wciąż dominowała drużyna z Katalonii, przechylając w końcu szalę rywalizacji na swoją korzyść po bramce Lionela Messiego. Estudiantes w finale wystąpił w następującym składzie: Damián Albil – Clemente Rodriguez, Leandro Desábato, Christian Cellay, Germán Ré (90+2 Faustino Rojo) – Enzo Pérez (80 Maximiliano Núñez), Juan Sebastián Verón, Rodrigo Braña, Leandro Benítez (77 Matías Sánchez) – Juan Manuel Díaz, Mauro Boselli.

## Aktualny skład
Stan na 1 września 2022.
| Nr | Poz. | Piłkarz             |
| -- | ---- | ------------------- |
| 1  | BR   | Jerónimo Pourtau    |
| 2  | OB   | Ezequiel Muñoz      |
| 4  | PO   | Leonardo Heredia    |
| 5  | PO   | Jorge Morel         |
| 6  | OB   | Emmanuel Más        |
| 7  | NA   | Mauro Méndez        |
| 8  | PO   | Fernando Zuqui      |
| 9  | NA   | Leandro Díaz        |
| 10 | NA   | Benjamín Rollheiser |
| 12 | BR   | Juan Pablo Zozaya   |
| 13 | OB   | Bruno Valdez        |
| 14 | NA   | Hernán Toledo       |
| 15 | PO   | José Sosa           |

| Nr | Poz. | Piłkarz                   |
| -- | ---- | ------------------------- |
| 17 | NA   | Mauro Boselli             |
| 18 | OB   | Fabián Noguera            |
| 19 | OB   | Nehuén Paz                |
| 20 | PO   | Manuel Castro             |
| 21 | BR   | Mariano Andújar (kapitan) |
| 22 | PO   | Franco Zapiola            |
| 25 | OB   | Eros Mancuso              |
| 26 | OB   | Luciano Lollo             |
| 28 | NA   | Mateo Pellegrino          |
| 29 | OB   | Leonardo Godoy            |
| 30 | PO   | Jorge Rodríguez           |
| 31 | NA   | Pablo Piatti              |
| 32 | PO   | Brian Orosco              |